# Alan Napier
Alan William Napier-Clavering (Worcestershire, Inglaterra, 7 de janeiro de 1903 — Califórnia, Estados Unidos, 8 de agosto de 1988) foi um ator britânico, que ficou particularmente famoso como o mordomo Alfred Pennyworth da versão de 1966 da série de TV Batman.
Alan Napier era um primo de Neville Chamberlain (primeiro-ministro britânico de 1937 a 1940), bem como bisneto do escritor Charles Dickens.

## Carreira
Napier estudou na Academia Real de Arte Dramática e, mais tarde, foi contratado pelos Oxford Players onde trabalhou com jovens talentos da época como Sir John Gielgud e Robert Morley. Foi para Nova York em 1940 para ser coadjuvante com Gladys George, em Lady na fila de espera.
Embora tenha começado sua carreira cinematográfica na Inglaterra na década de 1930, ele teve muito pouco êxito perante as câmeras até que se juntou à comunidade britânica em Hollywood em 1941. Aí estreou-se em papéis de todos os tamanhos em filmes tais como Cat People (1942), The Uninvited (1943), e House of Horror (1946). Em A Canção de Bernadette, ele fez o papel de um homem eticamente questionável, psiquiatricamente falando, contratado para declarar Bernadette doente mental.
Apareceu ainda em dois filmes Shakespeareanos: o Macbeth de Orson Welles (no qual desempenhou um sacerdote que Welles havia acrescentado à história, falando linhas originalmente proferidas por outros personagens), e o Júlio César da MGM, na qual ele foi Cícero.
Na década de 1950 apareceu na televisão em quatro episódios de Alfred Hitchcock Apresenta. Em 1966, ele foi o primeiro a ser o mordomo Alfred de Bruce Wayne em Batman, um papel que desempenhou com delicioso gosto na série até o seu "cancelamento" em 1968. Napier teve a sua carreira prorrogada até a década de 1980, com papéis na televisão, tais como minisséries e semanários (como O Livro Chase, por exemplo).